# Quand souffle le vent (film)
Pour l’article homonyme, voir Quand souffle le vent.
Pour plus de détails, voir Fiche technique et Distribution.
Quand souffle le vent (When the Wind Blows) est un long métrage d'animation britannique réalisé par Jimmy T. Murakami et sorti en 1986. Il est sorti en salles en France le 27 juin 2012 au Reflet Medicis. Le film est une adaptation de la bande dessinée du même nom publiée par le dessinateur anglais Raymond Briggs en 1982.

## Synopsis
En Grande-Bretagne, au XXe siècle, un couple de personnes âgées se retrouve confronté à une guerre nucléaire et à ses suites.

## Fiche technique
- Titre français : Quand souffle le vent
- Titre original : When the Wind Blows
- Réalisation : Jimmy T. Murakami
- Scénario : Raymond Briggs, d'après sa bande dessinée
- Production : John Coates
- Musique originale : Roger Waters, David Bowie, Erdal Kizilcay, Hugh Cornwell, Genesis,  Squeeze, Paul Hardcastle.
- Direction artistique : Errol Bryant, Richard Fawdry
- Sociétés de production : Meltdown Productions, British Screen Productions, Film Four International, TVC London, Penguin Books
- Pays :  Royaume-Uni
- Langue : anglais
- Dates de sortie : 
  -  États-Unis : 1986
  -  France : 27 juin 2012

## Distribution vocale
- Peggy Ashcroft (VQ : Françoise Faucher) : Hilda Bloggs
- John Mills (VQ : Jean Fontaine) : Jim
- Robin Houston : Annonceur

## Distinctions
Quand souffle le vent reçoit le Grand prix du long-métrage au Festival international du film d'animation d'Annecy en 1987. La même année, le film fait partie des finalistes pour l'International Fantasy Film Award au festival Fantasporto au Portugal.

## Chansons du film
1."When the Wind Blows" (paroles: Bowie; musique: Bowie, Erdal Kizilcay) – 3:35 
David Bowie
2."Facts And Figures" (Hugh Cornwell) – 4:19 
Hugh Cornwell
3."The Brazilian" (Tony Banks, Phil Collins, Mike Rutherford) – 4:51 
Genesis
4."What Have They Done?" (Chris Difford, Glenn Tilbrook) – 3:39 
Squeeze
5."The Shuffle" (Paul Hardcastle) – 4:16 
Paul Hardcastle
De la 7e à la 15e chanson, toutes sont de Roger Waters. 
6."The Russian Missile" – 0:10
7."Towers of Faith" – 7:00
8."Hilda's Dream" – 1:36
9."The American Bomber" – 0:07
10."The Anderson Shelter" – 1:13
11."The British Submarine" – 0:14
12."The Attack" – 2:53
13."The Fall Out" – 2:04
14."Hilda's Hair" – 4:20
15."Folded Flags" – 4:51